# Albanian Telegraphic Agency
Die Albanian Telegraphic Agency (ATA; albanisch Agjencia Telegrafike Shqiptare, ATSH) ist die offizielle Multimedia-Nachrichtenagentur der albanischen Regierung.
Ihre Dienste in Albanisch werden in den albanischen Medien veröffentlicht sowie in Englisch und Französisch von einigen der wichtigsten Nachrichtenagenturen der Welt verwendet, mit denen sie vertragliche Vereinbarungen getroffen hat, wie zum Beispiel AFP, DPA, ANSA, Xinhua, Anadolu Ajansı. Die Agentur ist Mitglied der European Alliance of News Agencies (EANA), der Alliance of Mediterranean News Agencies (AMAN), der Association of the Balkan News Agencies (ABNA) sowie der Black Sea Association of National News Agencies (BSANNA).

## Geschichte

### Anfänge
Die BSANNA nennt als Gründungsdatum der Agentur das Jahr 1912. Die Website von ATA nennt 1913 als Anfangsjahr ihrer Berichterstattung.
Die erste Pressestelle in Albanien wurde 1920 im Innenministerium eröffnet und 1927 ins Außenministerium verlegt. Aus Dokumenten aus dieser Zeit, die im Zentralen Staatsarchiv gefunden wurden, geht hervor, dass deren Aufgaben jedoch im Innenministerium verblieben. Am 18. Januar 1943 schrieb die Zeitung Tomori in der Biografie des Ministers für Volkskultur, Mihal Sherko, dass dieser die Nachrichtenagentur 1927 im Presseamt des Außenministeriums gegründet habe.
Im Jahr 1929 wurde das Amt dem Premierminister unterstellt und war bis 1939 abwechselnd dem Innen- und dem Außenministerium unterstellt, immer mit Mihal Sherko an der Spitze. Nach der faschistischen Besetzung am 7. April 1939 wurde das Amt aufgelöst und der Generaldirektion für Presse, Propaganda und Tourismus unterstellt, bei der es bis 1941 verblieb. Mit einem Regierungsdekret vom 3. Dezember 1941 wurde erstmals das Ministerium für Volkskultur geschaffen, das alle Aufgaben der aufgelösten Generaldirektion für Presse, Propaganda und Tourismus übernahm.

### Kommunistische Ära
Die ATA wurde Ende 1944 offiziell die zentrale Nachrichtenagentur der Sozialistischen Volksrepublik Albanien, Sprachrohr der Partei der Arbeit (PPSH) und des sozialistischen Staates.
Sie wurde unmittelbar nach der Befreiung des Landes nach dem Zweiten Weltkrieg gegründet, um Informationen über die ideologischen, wirtschaftlichen, kulturellen und sozialen Aktivitäten in Albanien sowie über die politischen und sozialen Ereignisse in der Welt zu sammeln, zu verarbeiten und zu verbreiten. Laut dem Marubi Museum fällt das offizielle Gründungsdatum der ATA auf den 29. Dezember 1944.

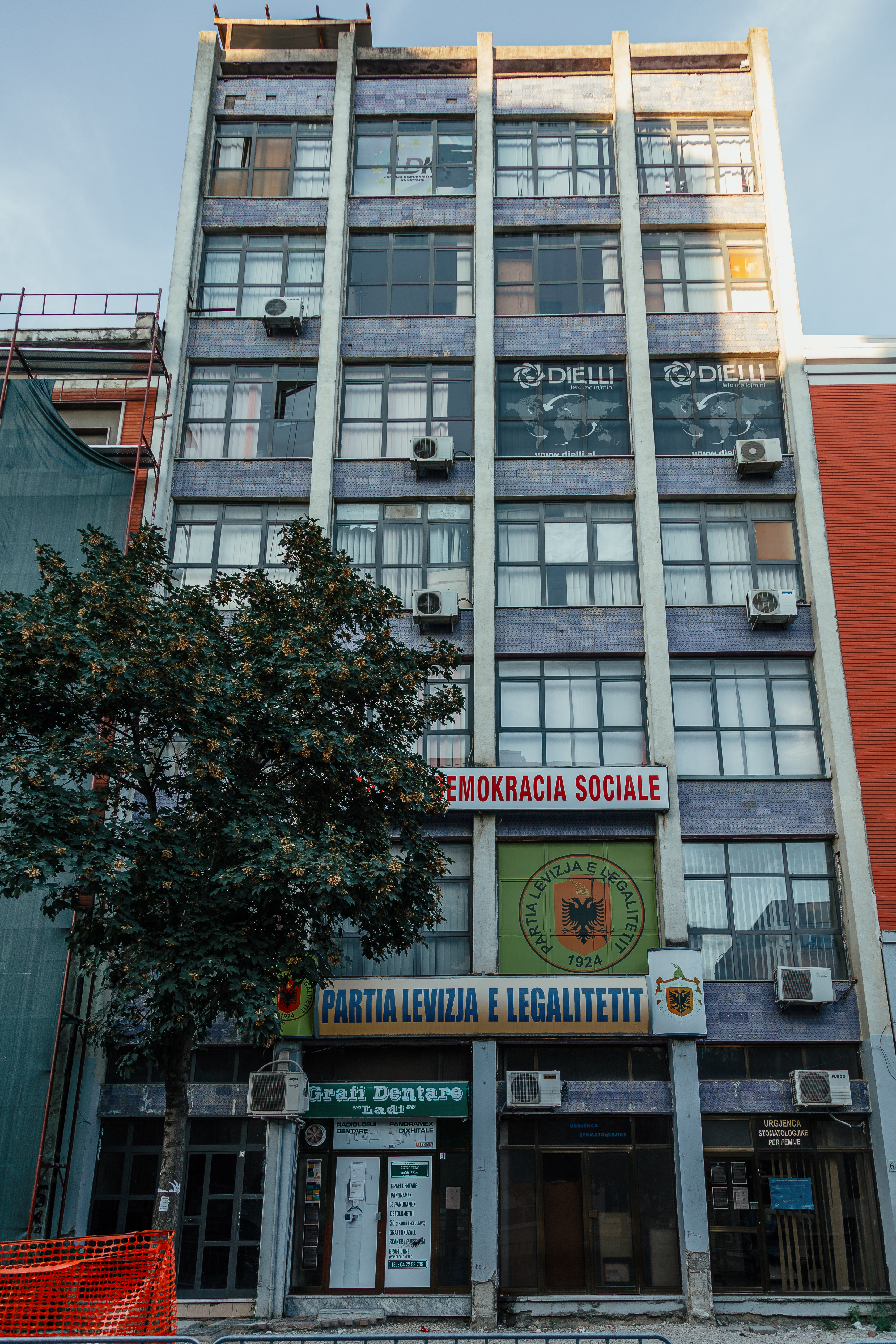
Ehemaliges ATA-Gebäude am Bulevardi Zogu i Parë im Zentrum Tiranas, 1976 von Maks Velo entworfen, als nationales Kulturdenkmal geschützt, heute abgebrochen

Die ATA war Sprachrohr für die Propaganda der Partei, die Hauptinformationsquelle für die albanische Presse, für Rundfunk und Fernsehen sowie als Zentrum für die Verarbeitung von Pressematerial ausländischer Agenturen. Unter der Leitung von Thanas Nano basierte die Tätigkeit der ATA ausschließlich auf den marxistisch-leninistischen Prinzipien der Arbeiterpartei und den Lehren des Genossen Enver Hoxha für den „Volksjournalismus“. Sie vermittelte den arbeitenden Massen die Politik der Partei und stellte ihre Errungenschaften in allen Bereichen des sozialistischen Aufbaus in Albanien und der Verteidigung des Vaterlandes vor. Die Agentur veröffentlichte tägliche und periodische Nachrichtenblätter mit in- und ausländischen Nachrichten. Sie hatte Korrespondenten in allen Kreisen, und ihr Fotodienst machte verschiedene Aktivitäten im ganzen Land bekannt.

### Neuzeit
Neue Technologien und die weitgehende Abschaffung der Zensur brachten eine neue Sichtweise im Umgang mit Nachrichten mit sich, was mit zu einer deutlichen Zunahme der Informationen führte. Organisationen wie Human Rights Watch und Reporter ohne Grenzen sehen die Situation in Albanien in Bezug auf die Medienfreiheit allerdings weiter kritisch.
1993 richtete das UNDP ein System ein, mit dem die Agentur intern mit PTT-Leitungen online gehen konnte. Beim Aufbau der Infrastruktur unterstützte unter anderen die Schweizer Nachrichtenagentur SDA die ATA, mitfinanziert vom BAWI. Die ersten Informationen per E-Mail wurden 1995 über das italienische Unternehmen Telpress versendet. Die Verwendung von Papier wurde schrittweise eingestellt, und der Videotextdienst, über den die Übermittlung erfolgte, wurde abgelöst. Die ATSH-Website wurde im selben Jahr eingerichtet und drei Jahre später, 1998, erneut überarbeitet. Sie veröffentlicht Nachrichten in den drei Sprachen Albanisch, Französisch und Englisch. Ursprünglich enthielt die Website nur Texte, aber nach 1998 wurden auch Videos und Fotos eingeführt. Seit jüngster Zeit wird ein voller Multimediadienst inklusive Audio angeboten.
Die Redaktionen berichten über wichtige Nachrichten und Ereignisse aus den Bereichen Politik, Wirtschaft, Kultur, Sport und Diversem. 2024 wurde eine neue News-App eingeführt.

## Reorganisationen
- 1920–1939 Pressestelle des Außen- und des Innenministeriums
- 1939–1941 Generaldirektion für Presse, Propaganda und Tourismus
- 1941–1944 Abteilung des Ministeriums für Volkskultur
- 1945–heute Staatlich

## Generaldirektoren
| Name            | von              | bis                          |
| --------------- | ---------------- | ---------------------------- |
| Mihal Sherko    | 25. Juli 1927    | 7. April 1939                |
| Thanas Nano     | 1945             | 16. April 1959               |
| Ajet Simixhiu   | 16. April 1959   |                              |
| Arqile Aleksi   |                  |                              |
| Taqo Zoto       |                  |                              |
| Ilir Zhilla     | 1992             | 5. August 1997               |
| Frrok Çupi      | 5. August 1997   | 8. November 2005             |
| Edi Paloka      | 8. November 2005 | 24. Oktober 2007             |
| Artur Kopani    | 24. Oktober 2007 | 2. Juli 2008                 |
| Antoneta Malja  | 2. Juli 2008     | 14. Oktober 2009             |
| Artur Zheji     | 14. Oktober 2009 | 17. April 2012               |
| Gëzim Podgorica | 2012             | 24. April 2013               |
| Basir Çollaku   | 24. April 2013   | 28. Oktober 2013             |
| Gëzim Podgorica | 28. Oktober 2013 | 18. Oktober 2017             |
| Armela Krasniqi | 18. Oktober 2017 | 8. Juli 2021                 |
| Valbona Zhupa   | 8. Juli 2021     | heute (Stand 1. August 2024) |